# Wapen van Wartena

Wapen van Wartena

Het wapen van Wartena is het dorpswapen van het Nederlandse dorp Wartena, in de Friese gemeente Leeuwarden. Het wapen werd in de huidige vorm in 1974 geregistreerd.

## Geschiedenis
Het wapen van Wartena komt reeds voor in het wapen- en vlaggenboek van Gerrit Hesman uit 1708. De zwanen in het wapen geven aan dat Wartena een waterdorp is. Zo komt de zwaan ook voor in de wapens van Langweer, Molkwerum en Cornwerd.

## Beschrijving
De blazoenering van het wapen in het Fries luidt als volgt:
Yn sulver sân reade ballen, pleatst fjouwer-trije; in read skyldhaad mei trije sulveren swannen mei steande wjukken.
De Nederlandse vertaling luidt als volgt: 
In zilver zeven rode ballen, geplaatst vier-drie; een rood schildhoofd met drie zilveren zwanen met staande wieken.
De heraldische kleuren zijn: zilver (zilver) en keel (rood).

## Symboliek
- Zwanen: verwijzen naar het water in de omgeving van het dorp.[2]
- Penningen of rondjes: zouden oorspronkelijk pompeblêden geweest kunnen zijn.[2]
- Kleurstelling: zou afkomstig kunnen zijn van het wapen van Oostergo.[2]

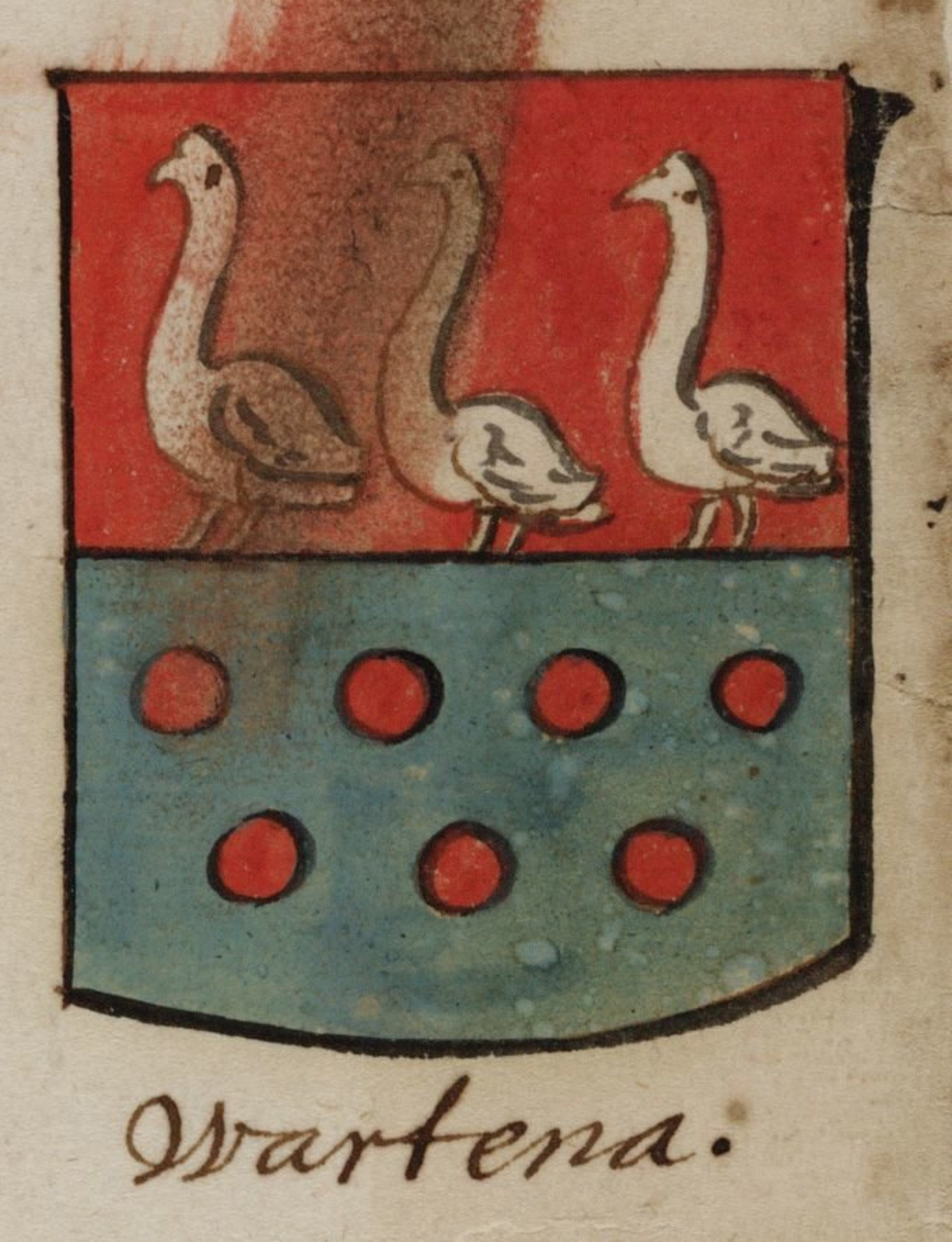
Het wapen van Wartena in het Wapen- en Vlaggenboek van Gerrit Hesman uit 1708.
Het wapen van Oostergo.

## Zie ook

Vlag van Wartena